# Nana Banana
Nana Banana è un singolo della cantante israeliana Netta Barzilai, pubblicato il 10 maggio 2019 sulle etichette Tedy Productions e BMG Rights Management.

## Tracce
Download digitale
1. Nana Banana – 3:04

## Classifiche

### Classifiche settimanali
| Classifica (2019) | Posizione massima |
| ----------------- | ----------------- |
| Russia            | 12                |

### Classifiche di fine anno
| Classifica (2019) | Posizione |
| ----------------- | --------- |
| Russia            | 163       |